# Runo

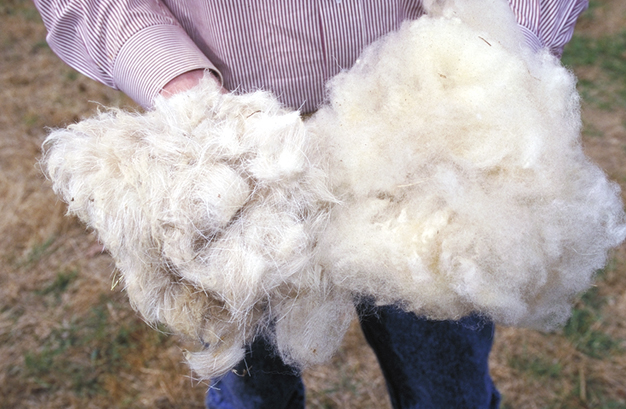
Strzyża owcza (długowłosa i krótkowłosa)

Runo – spójna masa luźno ze sobą powiązanych włókien lub innych włóknistych obiektów. Przykładem niech będzie runo owcze czyli zwarta masa owczej sierści otrzymana w procesie strzyżenia owcy (por. słynne Złote runo). Również biblijne Runo Gedeona (runo wełny) jest znanym przykładem runa. Runo to również obiekt kultu w Anatolii i prawdopodobnie na Kaukazie (w postaci całej skóry z sierścią).
Kult runa był powszechny w północnej Anatolii już w okresie hatyckim. Nosi on znamiona stosunkowo prymitywnego fetyszyzmu. Hetyci przejmują ten kult, w ich religii pełni on bardzo ważną rolę. Prawdopodobnie była to wówczas niestrzyżona skóra owcza, jagnięca lub kozia, ściągnięta w całości, mająca kształt workowaty. Napełnione składanymi w ofierze  dobrami skóry zawieszano na drzewie eja jako swojego rodzaju róg obfitości. Czasami na takim runie zawieszano złotą tarczę. Następowała czasami personifikacja i ubóstwienie runa, znane są imiona bóstw-run np. Zitharija. Stare runa palono podczas święta purulli(ja), wytwarzano wówczas nowe, podczas święta AN.TAH.ŠUM runo przenoszono od miasta do miasta. Na Zakaukaziu, w gruzińskiej Swanetii przetrwał zwyczaj wieszania byczej lub owczej skóry na dębie podczas obrzędów Melia-Telepia związanych z urodzajem (nazwa wydaje się mieć związek z Telepinu, hetyckim bogiem).